# Maria Ene
Maria Ene (n. 7 februarie 1953, Ploiești) este un economist român, membru al Consiliului de administrație al Băncii Naționale a României (10 oct. 2004 - 10 oct. 2009).

## Biografie
Maria Ene s-a născut la data de 7 februarie 1953 în orașul Ploiești. A absolvit cursurile Facultății de Finanțe-Contabilitate, din cadrul A.S.E. București. După absolvirea facultății, a lucrat ca economist la "Trustul lucrări speciale, structuri și izolații" (Stizo). Între anii 1990-1999, și-a desfășurat activitatea în sistemul bancar la Bancorex, la Direcția contabilității externe, promovând până la funcția de contabil-șef adjunct.
În ședința camerelor reunite ale Parlamentului României din 28 septembrie 2004, Maria Ene a fost numită în funcția de membru al Consiliului de administrație al Băncii Naționale a României pentru un termen de 5 ani. Ea a fost susținută pentru acest post de către PRM.
La data de 2 februarie 2007, președintele României, Traian Băsescu, i-a conferit  Ordinul "Meritul Industrial și Comercial" în grad de Comandor, pentru "cea mai spectaculoasă perioadă de creștere de după de cel de-al Doilea Război Mondial", cu această ocazie fiind decorat întregul Consiliu de Administrație al BNR. 